# Predigerhof

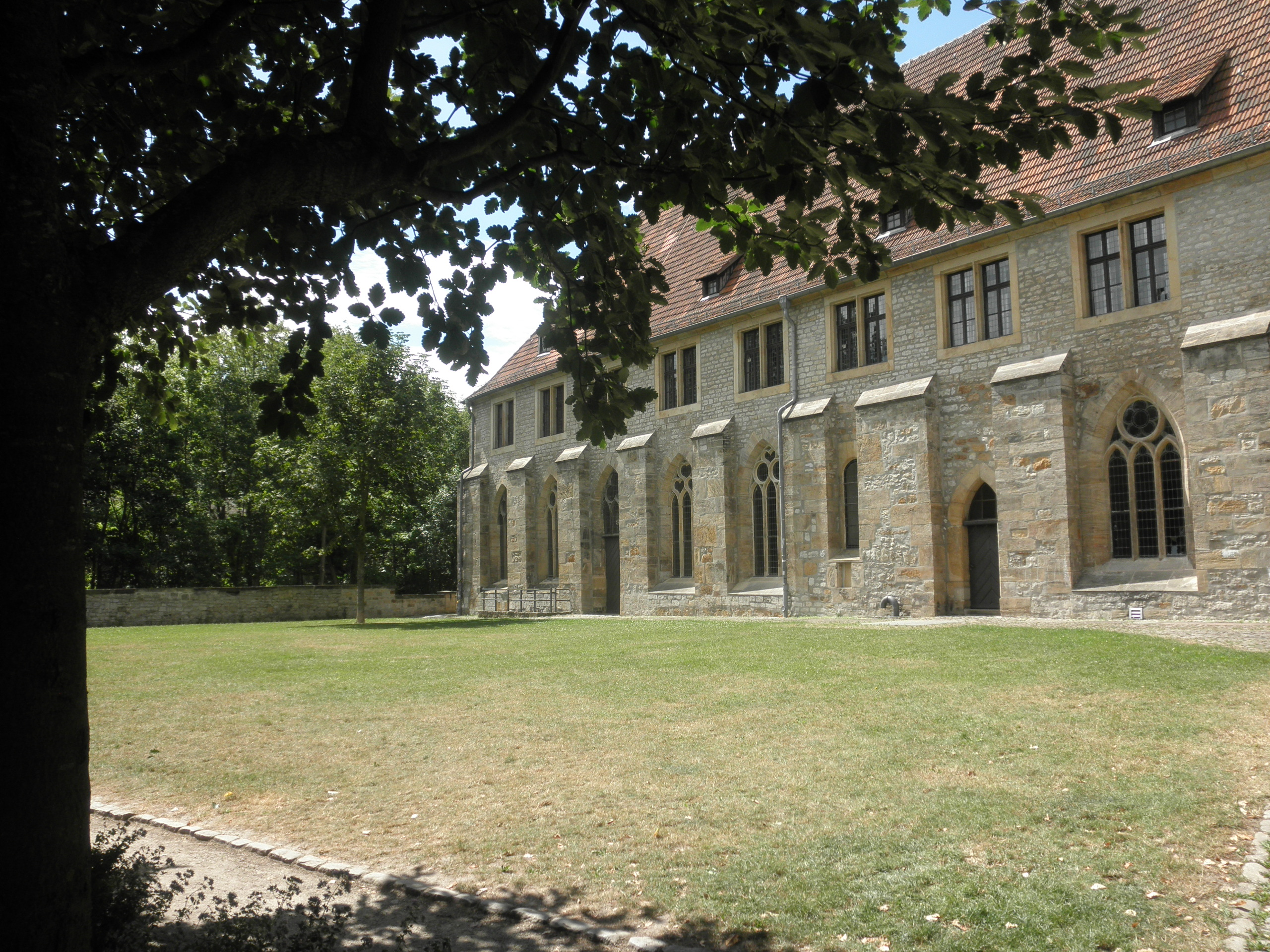
Predigerhof in Erfurt (2016)

Der Predigerhof (auch Predigerwiese oder Predigerkirchhof) ist eine rund 0,13 Hektar große öffentliche Grünanlage in der Altstadt der thüringischen Landeshauptstadt Erfurt. Er liegt nordöstlich des Ostflügels der Predigerkirche und ist über den Weg zum Technikmuseum Neue Mühle am nördlichen Ende der Schlösserbrücke zugänglich.

## Geschichte
Im Zuge der Errichtung des Predigerklosters im 13. Jahrhundert wurde der Predigerhof als Wirtschaftshof des Klosters geschaffen. Nach einem 1522 aufgestellten Gesamtinventar wurde der Hof von verschiedenen Lager- und Wirtschaftsgebäuden umgeben, darunter ein Kornhaus, ein Brauhaus sowie ein Bier- und Weinkeller. Vermutlich 1594 wurde die Stadt Erfurt Eigentümerin dieser Gebäude, die ab 1664 unter kurmainzischer Statthalterei das Attribut „herrschaftlich“ führten. Nach Übernahme durch die Stadt befanden sich am Predigerhof verschiedene städtische Einrichtungen wie ein Zeughaus und eine Knabenschule. Am 21. Oktober 1736 vernichtete ein Großbrand sämtliche Bauten um den Predigerhof, lediglich das Klostertor überstand den Brand und wurde 1842 abgebrochen. Ein an Stelle der niedergebrannten Gebäude errichteter eingeschossiger Neubau wurde 1784 um eine Wohnung für den Küfer erweitert und nach Nutzung als Waage 1833 wieder abgerissen. Mitte des 19. Jahrhunderts gelangte der Predigerhof in Privatbesitz.
Im Zweiten Weltkrieg erreichten während der Luftangriffe auf Erfurt die Schutzsuchenden über den Predigerhof die im Predigerkeller (heute Jugendklub) eingerichtete Luftschutzrettungsstelle.
Während der Zeit der DDR verfiel das Areal. Nachdem 1991 mit der Restaurierung des Ostflügels und der Predigerkirche begonnen wurde, erfolgte 1994 eine Neugestaltung des Predigerhofes als öffentliche Grünanlage. Die Finanzierung (300.000 DM) erfolgte durch Spenden und durch das Kaufhaus Breuninger. Neben der Nutzung als Rückzugsort in der Erfurter Innenstadt finden im Predigerhof regelmäßig Konzerte und kirchliche Veranstaltungen statt.
Im November 2018 hängt am Eingangstor zum Predigerhof ein Verbotsschild mit der Aufschrift: „Betreten verboten – kein öffentlich zugängliches Gelände“.

## Belege
1. 1 2 3 4  Thomas Nitz in Erfurt im Mittelalter. S. 210.
2. ↑  Anette Pelizaeus: Die Predigerkirche in Erfurt. S. 50.
3. ↑  Thomas Nitz in Erfurt im Mittelalter. S. 213.
4. ↑  Anette Pelizaeus: Die Predigerkirche in Erfurt. S. 58.
5. ↑   Dietmar Schumacher (ehem. Bürgermeister): Wieder eine Grünfläche weniger. Appell an die evangelische Kirche. Thüringische Landeszeitung, 16. November 2018
6. ↑   Dietmar Schumacher: Wieder eine Grünfläche weniger. Thüringische Landeszeitung, 16. November 2018

Koordinaten: 50° 58′ 35″ N, 11° 1′ 47″ O